# Casper (miasto)
Casper – miasto w Stanach Zjednoczonych, w stanie Wyoming, nad rzeką Platte Północna, u podnóża szczytu Casper Mountain. Jest siedzibą hrabstwa Natrona. Według spisu w 2020 roku liczy 59 tys. mieszkańców i jest drugim co do wielkości miastem w stanie. W mieście znajduje się Port lotniczy Casper
Ośrodek handlowy oraz miejsce rafinacji ropy naftowej.